# Инна Осипенко-Радомска
Инна Владимировна Осипенко-Радомска (на украински: Інна Володимирівна Осипенко-Радомська; родена в Новорайск, Херсонска област, УССР, СССР на 20 септември 1982 г.) е украинска и азербайджанска състезателка в гребането на кану-каяк, заслужил майстор на спорта на Украйна.
Омъжена е и има дъщеря. Първият ѝ треньор е Сергей Дубинин, следват Маргарита Бобилева, Дмитрий Радомски. Живяла е в Киев, състезавала се е за „Динамо“ (Киев). Състазава се за националния отбор на Азербайджан от 2014 г.

## Успехи
- 2004 г., Европейско първенство – 1-во място (четириместен каяк, 500 м)
- 2004 г., XXVIII летни олимпийски игри в Атина – 3-то място (четириместен каяк, 500 м)
- 2007 г., Световно първенство – 3-то място (единичен каяк, 200 м)
- 2008 г., XXIX летни олимпийски игри в Пекин – 1-во място (единичен каяк, 500 м, изпреварва следващата с 0,004 сек.)ref>Золотая Осипенко-Радомская! //    Архивиран от оригинала на 2008-08-24. Посетен на 24 август 2008 г.</ref>
- 2011 г., Световно първенство – 3-то място (единичен каяк, 200 м и 500 м)
- 2012 г., ХХХ летни олимпийски игри в Лондон – 2-ро място (единичен каяк, 500 м) с 1-ви сребърен медал за Украйна на игрите, 2-ро място (единичен каяк, 200 м) с 2-ия си сребърен медал на игрите и 4-ия си олимпийски медал общо в кариерата си[2]

## Награди
- Орден „За заслуги“, II степен (15 август 2012 г.)
- Орден „За заслуги“, III степен (4 септември 2008 г.) [3]
- Орден „Княгиня Олга“, III степен (18 септември 2004 г.)